# Hyalinobatrachium fleischmanni
Hyalinobatrachium fleischmanni is een kikker uit de familie glaskikkers (Centrolenidae). De soort werd voor het eerst wetenschappelijk beschreven door Oskar Boettger in 1893. Oorspronkelijk werd de wetenschappelijke naam Hylella fleischmanni gebruikt.

## Uiterlijke kenmerken
De kikker wordt tot drie centimeter lang, de vrouwtjes worden enkele millimeters langer dan de mannetjes. Deze soort is te herkennen aan de groene rug met kleine donkere vlekjes en een zeer transparante huid; vooral de buik is bijna doorzichtig zodat men de organen kan zien zitten. Het hart is niet te zien omdat het beschermd wordt door een stevig wit membraan. De tenen en hechtschijven zijn geel tot oranje maar hebben meestal geen heldere kleuren. Het lichaam is sterk afgeplat. De kikker kan goed klimmen en springen en komt vrijwel nooit op de bodem.

## Verspreiding en habitat
Hyalinobatrachium fleischmanni leeft in zuidelijk Mexico tot Zuid-Amerika; in Ecuador, Colombia, Venezuela, Suriname en alle kleinere landen in Midden-Amerika. Het is een echte regenwoudbewoner die in warme, vochtige en dichtbegroeide omgevingen leeft. Het is een nachtactieve soort die pas tijdens de schemering actief wordt en overdag onder bladeren schuilt.

## Levenswijze
De eitjes worden onder een blad boven het water afgezet, waar ze door het mannetje worden gehydrateerd en bewaakt totdat ze uitkomen. De kikkervisjes komen uit na een regenbui, waarna ze zich in het water laten vallen. In normale omstandigheden doen ze dat binnen de 27 dagen; nesten die echter vroegtijdig verlaten zijn door de vader en zo niet langer gehydrateerd worden, kunnen al na 12 dagen uitkomen. Dit is echter in het nadeel van de jongen.
De larven hebben een stomp lichaam met een lange staart en graven zich in de modderbodem van een rivier of poel waar ze zich voeden met kleine ongewervelden.